# Paul Abspoel
Paul Abspoel (Haarlem, 12 december 1961) is een Nederlandse schrijver en uitgever. Hij werkt bij uitgeverij Buijten & Schipperheijn.

## Levensloop
Abspoel volgde het basisjaar van de Evangelische Hogeschool. Daarna studeerde hij verder voor leraar Nederlands en Geschiedenis. Vervolgens werkte hij negen jaar op de marketingafdeling van het Amerikaanse bedrijf Bell & Howell. 
In 1998 maakte hij de overstap naar de christelijke uitgeverij Ark Media. Aanvankelijk werkte hij als fondsenwerver. In een later stadium kwam hij aan het hoofd van de uitgeverij te staan. Ark Media werd in 2018 overgenomen door Royal Jongbloed. Abspoel verhuisde mee naar het Heerenveense bedrijf en zorgde voor de integratie van het Ark Media fonds. Eind 2020 vertrok hij daar.
Vanaf mei 2021 tot en met maart 2025 werkte Abspoel voor het Nederlands-Vlaams Bijbelgenootschap  in Haarlem, het laatst als relatiebeheerder. In april 2025 maakte hij de overstap naar Buijten & Schipperheijn in Amersfoort waar hij met collega-uitgever Merijn Wijma het boekenfonds beheert en ontwikkelt. 
Naast zijn dagelijks werk is Abspoel actief voor Open Doors in Ermelo waar hij onderzoekswerk verricht met een speciale focus op leven en werk van oprichter en zendeling Anne van der Bijl. 
Abspoel schreef meerdere boeken met een christelijke inslag.

## Publicaties
- Je hebt Mijn Woord. Beloften en bemoedigende uitspraken van Jezus, 2000. ISBN 9789033813498
- Over liefde gesproken, 2004. ISBN 9789033814129
- Kom tot mij. Teksten en gebeden over vrede en rust, 2005. ISBN 9789033814419
- Licht in de wereld. Teksten en gebeden voor Kerst, 2005. ISBN 9789033814402
- Laat de kinderen bij mij komen. Teksten en gebeden voor vaders en moeders. ISBN 9789033814426
- Van harte, 2005. ISBN 9789033814266
- Vorm Mij. Zoals klei in de hand van de pottenbakker, 2006 ISBN 9789033814525
- Elke dag op weg. In het voetspoor van Jezus, 2008. ISBN 9789033818691
- Verder op weg. In het voetspoor van Jezus, 2008. ISBN 9789033818769
- Schaapje is weg, 2010. ISBN 9789033831065
- Vorm mij. 80 teksten over gevormd worden naar Zijn beeld, 2010 ISBN 9789033877339
- Vaar je mee?, 2010. ISBN 9789033831072
- Naar Zijn beeld. Geschikt gemaakt voor elk goed doel, 2010. ISBN 9789033815775
- Jesus was a fisherman's friend, 2012 ISBN 9789033819681
- Een jaar door de Psalmen. Met een gebed voor elke dag, 2013. ISBN 9789033877674
- Oppeppers, 2014. ISBN 9789033817748
- Een klein boekje vol hoop. Bijbelteksten en gedachten die hoop geven, 2016.ISBN 9789033817830
- Faith: huwelijk, liefde & trouw, 2015. ISBN 9789033817519
- Leven in vertrouwen. Zeker van je geloof?, 2016 ISBN 9789033817939
- Precious & beloved, 2017. ISBN 9789033822391
- Een klein boekje vol liefde, 2018. ISBN 9789033826801
- Geen gewone koning. Een bijzonder kerstboekje voor alle kinderen!, 2018. ISBN 9789033884375
- Een geweldige koning. Pasen, 2019. ISBN 9789033892080

## Persoonlijk
Samen met zijn vrouw Lydia heeft Abspoel drie kinderen. Hij is lid van de baptistengemeente De Meerkerk in Hoofddorp. Daarnaast is hij voorzitter van de Klankbordgroep Beeldende Kunst in de Openbare Ruimte van de gemeente Haarlemmermeer.